# St. Ulrich (Englertshofen)

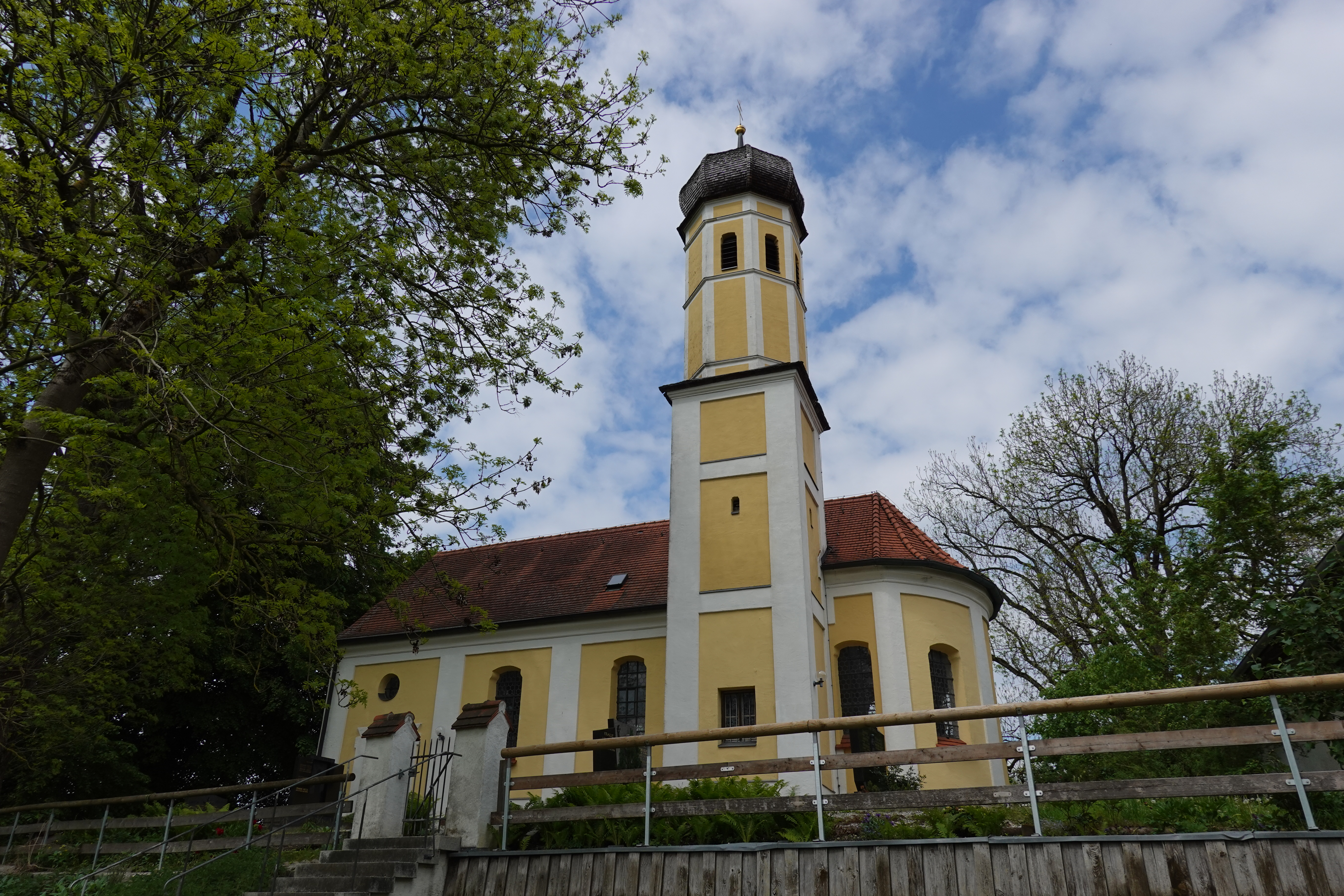
St. Ulrich in Englertshofen

Die römisch-katholische Filialkirche St. Ulrich steht in Englertshofen, einem Gemeindeteil von Egenhofen im oberbayerischen Landkreis Fürstenfeldbruck. Das Bauwerk ist in der Liste der Baudenkmäler in Egenhofen als Baudenkmal unter der Nr. D-1-79-117-3 eingetragen. Die Kirche gehört zum Dekanat Fürstenfeldbruck im Erzbistum München und Freising. Kirchenpatron ist Ulrich von Augsburg. 

## Beschreibung
Die barocke, mit Lisenen gegliederte Saalkirche wurde Anfang des 18. Jahrhunderts anstelle eines spätgotischen Vorgängers erbaut. Sie besteht aus dem Langhaus, dem eingezogenen, halbrund geschlossenen Chor im Osten und dem Chorflankenturm auf quadratischem Grundriss an der Südwand des Chors. Der mit einer Zwiebelhaube bedeckte Turm enthält in seinem achteckigen Obergeschoss den Glockenstuhl mit zwei Kirchenglocken.
Zur Kirchenausstattung gehört ein Hochaltar aus der Bauzeit, der von den Wetterheiligen Johannes und Paulus flankiert wird.